# Outes (Galicien)
Outes ist eine spanische Gemeinde in der Provinz A Coruña der Autonomen Gemeinschaft Galicien. Die Gemeinde hat 6.049 Einwohner (Stand: 2024). 

## Lage
Die Gemeinde liegt im Südwesten der Provinz A Coruña und nimmt mehr als die Hälfte des nördlichen Teils der Flussmündung von Muros und Noia ein, die durch den Fluss Tambre gebildet wird, der der wichtigste der Gemeinde ist. Hausberg ist der Tremuzo.

## Bevölkerungsentwicklung der Gemeinde
Quelle: INE-Archiv – grafische Aufarbeitung für Wikipedia

## Gemeindegliederung
Die Gemeinde Outes ist in zehn Parroquias gegliedert:
| Parroquias              | Patrozinium   | Einwohner 2024 | Fläche km² | Dichte Einw./km² | Höhe msnm | Ortskennzahl |
| ----------------------- | ------------- | -------------- | ---------- | ---------------- | --------- | ------------ |
| Cando                   | San Tirso     | 657            | 12,96      | 51               | 43        | 15062010000  |
| Entíns                  | Santa María   | 158            | 2,97       | 53               | 61        | 15062030000  |
| O Freixo de Sabardes    | San Xoán      | 820            | 10,81      | 76               | 0         | 15062080000  |
| Matasueiro              | San Lourenzo  | 165            | 5,87       | 28               | 134       | 15062040000  |
| Outes                   | San Pedro     | 669            | 16,01      | 42               | 156       | 15062060000  |
| Roo                     | San Xoán      | 633            | 7,22       | 88               | 58        | 15062070000  |
| San Cosme de Outeiro    | San Cosme     | 680            | 4,98       | 137              | 0         | 15062050000  |
| Santo Ourente de Entíns | Santo Ourente | 602            | 19,80      | 30               | 61        | 15062020000  |
| Tarás                   | San Xián      | 270            | 2,80       | 96               | 113       | 15062090000  |
| Valadares               | San Miguel    | 289            | 16,38      | 18               | 390       | 15062100000  |

## Wirtschaft
| Ackerbau, Viehzucht und Fischerei                                                  | 0260  | 012,42 |
| Industrie                                                                          | 0330  | 015,77 |
| Bauwirtschaft                                                                      | 0233  | 011,13 |
| Dienstleistungsbetriebe                                                            | 1.270 | 060,68 |
| Total                                                                              | 2.093 | 100,00 |
| * Daten aus dem Statistischen Amt für Wirtschaftliche Entwicklung in Galicien, IGE |       |        |

In der Wirtschaft von Outes sind Fischerei, Muschelfischerei und Industrie von großer Bedeutung, ebenso wie Landwirtschaft und Viehzucht. 